# Philip La Follette
Pour les articles homonymes, voir La Follette.
Philip Fox La Follette est un homme politique américain né le 8 mai 1897 à Madison (Wisconsin) et mort le 18 août 1965 dans cette même ville. Fils de Robert M. La Follette, il est notamment gouverneur du Wisconsin dans les années 1930.

## Biographie

### Enfance et débuts professionnels
Philip La Follette passe une partie de son enfance dans la maison du gouverneur de Madison, lorsque son père Robert M. La Follette est gouverneur du Wisconsin (1901-1906), puis à Washington lorsque son père devient sénateur.
Il sert dans l'armée de terre des États-Unis puis est diplômé d'un doctorat en droit de l'université du Wisconsin en 1922. La Follette devient alors avocat et épouse Isabel Bacon. Il est élu procureur de district pour le comté de Dane en 1924 mais ne sert qu'un mandat et retrouve son métier d'avocat. Il donne également des cours de droit à l'université.

### Gouverneur du Wisconsin
Candidat au poste de gouverneur du Wisconsin en 1930, il remporte la primaire républicaine face au sortant Walter J. Kohler, Sr. (avec environ 60 % des voix), qu'il critique pour ses positions conservatrices lors de la Grande Dépression. Il est élu gouverneur avec environ 70 % des suffrages face au démocrate Hammersley. En 1932, La Follette est battu par Kohler mais c'est le démocrate Albert G. Schmedeman (en) qui est élu gouverneur.
En 1934, La Follette participe à la création du Parti progressiste du Wisconsin puis retrouve le poste de gouverneur de justesse face à Schmedeman et au républicain Howard Greene. Il est facilement réélu en 1936.
En 1938, il tente de créer un Parti progressiste national mais ses projets sont déjoués par sa défaite aux élections et la volonté de Franklin Delano Roosevelt de se représenter.
Ses mandats sont marqués par un important interventionnisme économique de l'État et une affirmation du pouvoir exécutif local.

### Après la politique
Après sa défaite, La Follette redevient avocat. Durant la Seconde Guerre mondiale, il sert plusieurs mois dans l'Océan Pacifique dans l'équipe du général Douglas MacArthur, qu'il soutient pour l'élection présidentielle américaine de 1948.
Dans les années 1950, il déménage dans le quartier new-yorkais de Douglaston pour prendre la tête de Hazeltine Electronics. Il revient en 1959 à Madison, où il meurt en 1965.